# Isochromodes nebulosa
Isochromodes nebulosa är en fjärilsart som beskrevs av W. Warren 1901. Isochromodes nebulosa ingår i släktet Isochromodes och familjen mätare. Inga underarter finns listade i Catalogue of Life.